# The Saviour
The Saviour (dt. der Erlöser) ist ein australischer Kurzfilm aus dem Jahr 2005. 2007 war er für den Academy Award in der Kategorie Bester Kurzfilm nominiert.

## Handlung
Malcolm und sein jüngerer Partner Paul ziehen von Haus zu Haus in einer australischen Vorstadtsiedlung und versuchen die Einwohner zu ihrer Kirche zu konvertieren. Doch ist ihr Unterfangen von wenig Erfolg gekrönt. Nur Carmel scheint sich für ihre Kirche zu interessieren, meint zumindest Paul, da dies das ist, was ihm Malcolm erzählt, nachdem er sie allein besucht hat. Malcolm behauptet, dass Carmel sehr schüchtern sei. Als andere Kollegen davon hören, meinen sie, es wäre besser, ihren Pastor von diesem Vorgehen zu unterrichten. Bei einem Treffen in die Ecke gedrängt, bezichtigt Malcolm Carmels Ehemann des Ehebruchs, woraufhin alle Versammelten gemeinsam gegen das Übel in dieser Ehe beten. Malcolm steht die Panik ins Gesicht geschrieben, da er bei seinen Besuchen mit Carmel geschlafen hat und es nun nur deshalb nicht mehr tut, weil sie ihm den Eintritt in ihr Haus verwehrt. Er beobachtet sie und ihren Ehemann Tony nun heimlich.
Anderntags besteht Paul darauf, Malcolm bei seinem Besuch Carmels zu begleiten. Es kommt zu einer Rauferei, an deren Ende Paul entsetzt davonrennt. Malcolm sucht nun den Ehemann auf, um mit ihm über dessen Ehe und die Möglichkeit einer Scheidung zu reden. Plötzlich kommt Carmel vom Einkaufen zurück. Paul nähert sich ihr freundlich und will ihr bei den Einkäufen helfen, doch sie tritt ihm in das Gesäß und schickt ihn rüde weg. Malcolm und Tony bekommen das mit und Tony berichtet, dass seine Frau eine überzeugte Atheistin sei. Als sie das Haus betritt und Malcolm im Wohnzimmer mit ihrem Mann sitzen sieht, stürzt sie ins Bad, um sich lautstark zu übergeben. Anlässlich dieses Vorfalls teilt Tony stolz Malcolm mit, dass sie schwanger sei. Nun wagt sich auch Paul ins Haus. Tony ist wohlgelaunt und fragt die beiden, ob die Schwangerschaft nicht ein Wunder sein könne, schließlich versuchten sie seit zehn Jahren ein Baby zu bekommen und die Ärzte hätten ihm gesagt, dass er unfruchtbar sei. Als Carmel wieder in den Raum kommt, gratuliert Malcolm den beiden und Paul hält den Punkt für gekommen, eine Bibel zu überreichen, aber Carmel lehnt dankend ab. Ein Verweis Malcolms auf das eben erlebte Wunder lässt Tony allerdings zugreifen. Malcolm verlässt die Tür knallend das Haus und Paul bietet an, das Gespräch fortzusetzen.